# Gli Stati Uniti contro Billie Holiday
Gli Stati Uniti contro Billie Holiday (The United States vs. Billie Holiday) è un film del 2021 diretto da Lee Daniels.
La pellicola, adattamento cinematografico del libro del 2015 Chasing the Scream scritto da Johann Hari, narra le vicende della leggenda del jazz Billie Holiday, interpretata dalla cantante Andra Day.

## Trama
Nel 1957 Billie Holiday viene intervistata dal giornalista Reggie Devine, che le chiede cosa significhi per una "donna di colore" essere famosa e cosa ne pensi dei problemi causati dal suo celebre brano Strange Fruit. Billie dichiara che sia la canzone che la sua storia dimostrano come il governo americano dimentichi i diritti civili. In un lungo flashback viene quindi ricostruita l'intera vicenda.
Billie scrive la canzone nel 1947, come protesta per la mancata approvazione della legge contro il linciaggio. Suo marito Monroe e il suo manager Joe Glaser tentano di dissuaderla dal cantarla nei suoi concerti, nel timore che possa causare disordini e ritorsioni; il sassofonista di Billie, Lester Young, la sostiene invece nella scelta di cantarla. Le esibizioni di Strange Fruit attirano l'attenzione di Harry Jacob Anslinger, agente dell'FBI; non potendola arrestare direttamente per aver cantato la canzone, Anslinger riesce a farla incarcerare dopo averla fatta sorprendere in flagrante mentre fa uso di droghe col suo amante Joe Guy. In seguito si scoprirà che Anslinger aveva pagato Guy perché lo aiutasse a incriminare Billie.
Mentre Billie si trova in prigione, Anslinger manda da lei l'agente Jimmy Fletcher, che aveva contribuito al suo arresto, perché tenti di convincerla a lasciare la musica. Fletcher, affascinato dalla cantante, la avverte invece di non fidarsi di nessuno, perché l'FBI continuerà a perseguitarla. Uscita di prigione dopo un anno, Billie tiene un concerto alla Carnegie Hall; quando il pubblico le chiede di cantare Strange Fruit, lei è costretta a declinare per paura di essere arrestata.
Billie lascia Monroe e trova un nuovo manager, Ed; nonostante faccia del suo meglio per non assumere droghe, vede il suo successo declinare perché nessun teatro la vuole più ingaggiare. La cantante conosce allora John Levy, un traffichino che le promette di pagare le giuste persone perché la facciano cantare nei teatri; i due iniziano una relazione, ma dopo averle proposto di sposarlo Levy le introduce di nascosto in tasca una dose di droga, poco prima di una retata dell'FBI. Billie viene nuovamente arrestata, ma al processo Fletcher testimonia in suo favore sostenendo sia stata incastrata. Billie viene quindi liberata e Anslinger, furioso per il suo comportamento, invia Jimmy a seguirla nel suo tour.
Jimmy segue quindi Billie nel suo tour, dopo essersi guadagnato la sua fiducia e quella della band assumendo eroina perché credano sia stato licenziato dall'FBI. Dopo aver assistito a una coraggiosa performance, durante la quale Billie sfida il klan locale cantando Strange Fruit, Jimmy si scopre innamorato della donna, e i due cominciano una relazione. Poco dopo, tuttavia, Billie lo lascia dicendo di non essere la brava ragazza di cui lui ha bisogno. Devastato, Jimmy torna al lavoro, scoprendo però di essere stato demansionato.
Billie sposa Louis McKay, un uomo violento che la maltratta e la induce a drogarsi. Anni dopo Jimmy e Billie si ritrovano, scoprendosi ancora innamorati: lei tuttavia gli confessa di essere affetta da insufficienza epatica; in effetti poco dopo la donna viene ricoverata. Anslinger va a trovarla e le dice che, se collaborerà con l'FBI abbandonando la musica, loro la lasceranno in pace; lei, pur debilitata, gli risponde che i suoi nipoti canteranno Strange Fruit un giorno.
Billie muore il 17 luglio 1959, a soli 44 anni; poco prima della sua morte, gli agenti irrompono in ospedale e la arrestano. Anslinger diventerà un rinomato commissario dell'FBI, mentre Jimmy si pentirà per sempre di quello che ha fatto. Nel 1978 Strange Fruit è inserito nella hall of fame dei Grammy Awards vincendo il titolo di "canzone del secolo". Nel febbraio 2020, la legge anti-linciaggio dedicata a Emmett Till viene nuovamente proposta al Senato, ma rimane in attesa di approvazione.

## Produzione
Il progetto del film biografico su Billie Holiday viene annunciato nel settembre 2019, con Lee Daniels alla regia. Nell'ottobre dello stesso anno la cantante Andra Day viene scelta per interpretare la Holiday, mentre Trevante Rhodes, Garrett Hedlund e Natasha Lyonne si uniscono al cast.
Le riprese del film sono iniziate il 6 ottobre 2019 a Montréal.

## Promozione
Il primo trailer del film è stato diffuso l'11 gennaio 2021.

## Distribuzione
Negli Stati Uniti il film, inizialmente programmato nelle sale per il 12 febbraio 2021 su distribuzione Paramount Pictures, è stato distribuito a partire dal 26 febbraio 2021 su Hulu, che ha acquistato i diritti dalla Paramount nel dicembre 2020.

## Riconoscimenti
- 2021 - Premio Oscar[8]
  - Candidatura per la miglior attrice a Andra Day
- 2021 - Golden Globe[9][10]
  - Migliore attrice in un film drammatico a Andra Day
  - Candidatura per la migliore canzone originale ad Andra Day e Raphael Saadiq (per Tigress & Tweed)
- 2021 - Critics' Choice Awards[11]
  - Candidatura per la migliore attrice a Andra Day
  - Candidatura per il miglior trucco e parrucco
  - Candidatura per la miglior canzone (per Tigress & Tweed)
- 2022 - Grammy Award
  - Miglior raccolta di colonna sonora per i media visivi a Andra Day